# Żelatyna

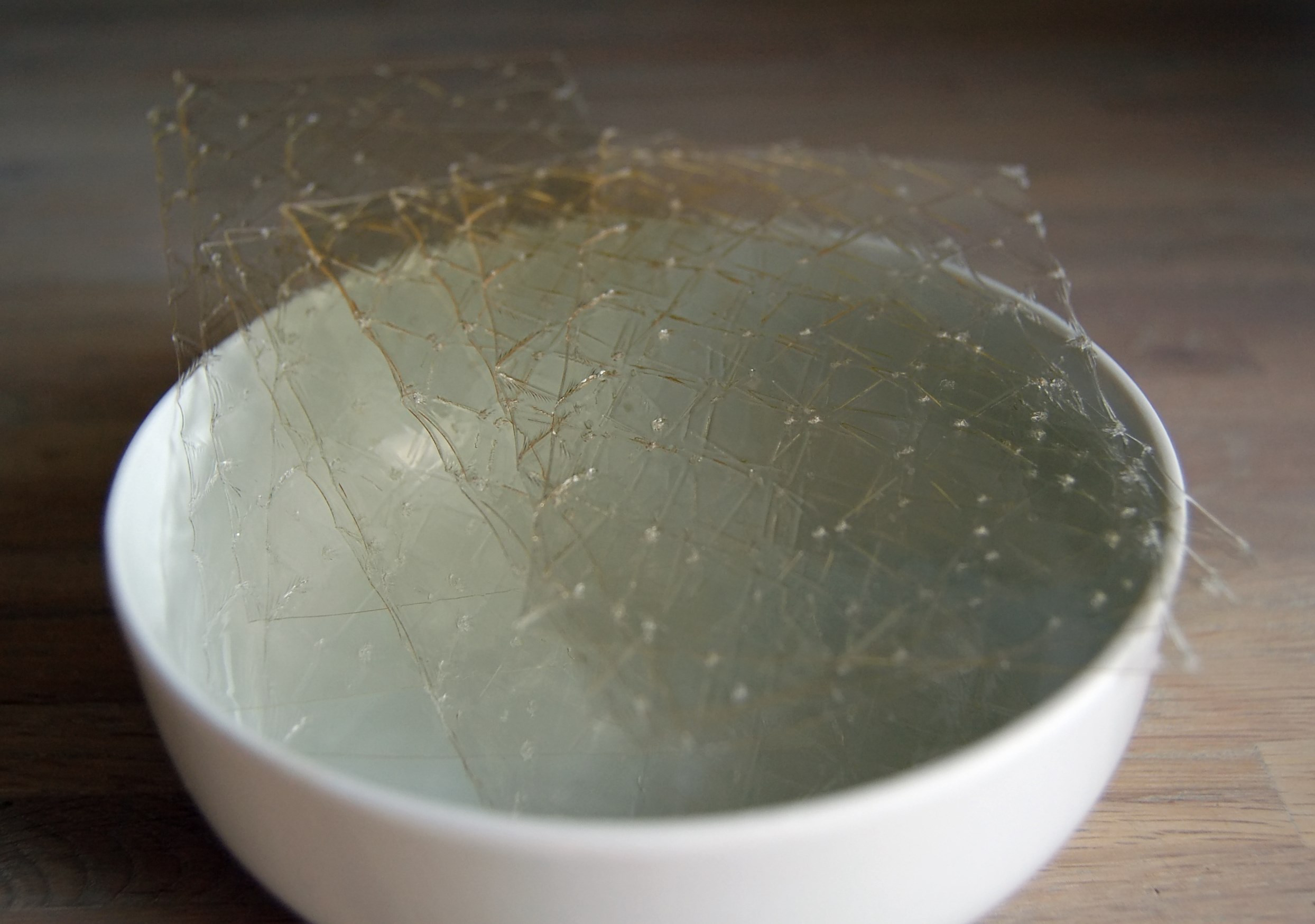
Żelatyna w listkach

Żelatyna (ATC: B 05 AA 06) – naturalne rozpuszczalne białko, żelujące lub nieżelujące, uzyskane w wyniku częściowej hydrolizy kolagenu pochodzącego z kości, skóry i skórek oraz ścięgien zwierząt. Składa się z glicyny, proliny i hydroksyproliny. Rozpuszczona w wodzie tworzy zol liofilowy (układ koloidalny), łatwo przechodzący w żel, jeśli temperatura otoczenia nie jest zbyt wysoka.
Żelatyna nie ma zapachu, smaku ani koloru. Sprzedawana jest w formie płatków, proszku lub listków. Żelatyna ma szerokie zastosowanie zarówno w kuchni, jak i w przemyśle spożywczym. Stosowana jest jako emulgator oraz środek żelujący, a także jako zagęszczacz w licznych farmaceutykach i kosmetykach. W preparatach leczniczych często stanowi główny składnik otoczki kapsułek. Jest również lekiem (gelatin succinylated) zapobiegającym i leczącym bezwzględną i względną hipowolemię, zapobiegającym hipotensji, stosowanym w hemodylucji i krążeniu pozaustrojowym. Używana jest także do produkcji emulsji światłoczułych. Żelatynę stosuje się również w kulkach do gry w paintball – kulka jest żelatynową skorupką wypełnioną farbą, która po rozbiciu o cel pozostawia na nim ślad.
Żelatyna bywa traktowana jako naturalny suplement diety, wspomagający regenerację stawów. Część badaczy zaleca spożywanie jej w ramach profilaktyki przeciążeń układu ruchu. Badania na ten temat są niejednoznaczne. Właściwości żelatyny wymagają dodatkowego potwierdzenia w drodze eksperymentów

## Zmniejszenie popytu na żelatynę
Po nagłośnieniu pod koniec lat 90. XX w. przez media sprawy tzw. choroby szalonych krów społeczeństwo zaczęło przejawiać niechęć do spożywania żelatyny, którą jakoby produkowano częściowo z organów zwierzęcych mogących zawierać śmiercionośne priony. Praktycznie wycofano wtedy z handlu żelatynę wołową, a na większości opakowań z galaretką na bazie żelatyny lub samą żelatyną widnieje odtąd wzmianka o tym, że produkt zawiera żelatynę wieprzową.
Żelatyna, jako produkt odzwierzęcy, nie jest spożywana przez osoby na diecie wegetariańskiej, wegańskiej ani innej roślinnej. Używają one w zamian produktów z roślinną pektyną, agarem, karagenem lub gumami naturalnymi.